# Edifício dos Correios de Aljustrel
O Edifício dos Correios de Aljustrel é um imóvel histórico na vila de Aljustrel, no Distrito de Beja, em Portugal.

## Descrição e história
O imóvel está situado na Avenida da Liberdade, na vila de Aljustrel.
A estação foi construída pela Delegação dos Novos Edifícios para os CTT, que funcionou entre 1937 e 1951. O edifício chegou a estar sob classificação na década de 2000, mas em 2009 a Direcção Regional de Cultura do Alentejo propôs que o processo fosse cancelado, por considerar que não era de valor nacional, tendo o despacho de encerramento sido emitido ainda nesse ano pelo director do Instituto de Gestão do Património Arquitectónico e Arqueológico.
Nos finais da década de 2010, o posto dos correios deixou de ser administrado pela empresa CTT e passou para a gestão de parceiros, decisão que foi muito criticada pela Câmara Municipal, que chegou a iniciar um processo judicial para anular ou impedir o encerramento daquele serviço. Segundo o então presidente da Câmara Municipal, Nelson Brito, o serviço prestado pela nova entidade revelou-se insuficiente para as necessidades do concelho, tendo a câmara chegado a passar «dias sem receber correio, o que é impensável para uma autarquia». Com este novo modelo de gestão, o posto de correios perdeu outros serviços que também disponibilizava além das funções postais, como o pagamento das contas de água e da electricidade, sendo este último especialmente importante após o encerramento do escritório da EDP de Aljustrel, pelo que os habitantes viram-se forçados a ir a Castro Verde ou Beja para fazer o pagamento.
Assim, em 24 de Fevereiro de 2020 voltou a ser explorado pela CTT, na sequência de um acordo de colaboração com a autarquia, que considerou esta medida como uma «vitória do interior, onde os correios continuam a desempenhar um papel importante na vida de todos os cidadãos e assumem um serviço de vital utilidade e interesse». O reestabelecimento dos serviços dos CTT em Aljustrel foi integrado num programa da empresa para a reabertura das suas lojas nas sedes dos concelhos, no sentido de reforçar a proximidade em relação às populações, tendo sido o quinto posto numa sede de concelho a ser reaberto. Esta medida foi imposta pela Autoridade Nacional de Comunicações, que determinou que devia existir pelo menos uma estação de correios em cada concelho.